# Antonietta Stella
Antonietta Stella, nascuda Maria Antonietta Stella (Perusa, regió de l'Úmbria, 15 de març, 1929 - Roma, Laci, 23 de febrer, 2022) va ser una soprano italiana.
Va completar els seus estudis amb el mestre Aldo Zeetti a Perusa. L'any 1950, amb només vint anys, va guanyar el concurs del teatre d'òpera experimental Adriano Belli de Spoleto, on va debutar amb Il trovatore. L'any 1951 ja era al Teatro dell'Opera de Roma, al costat de Mario Del Monaco, a La forza del destino, que la va llançar definitivament al star system.
El mestre Tullio Serafin, el seu gran admirador, la va animar, sobretot en els primers anys de la seva carrera, a abordar les grans heroïnes verdianes. Després d'un exitós Aroldo la temporada 1952-53 al Maggio Musicale Fiorentino, va actuar a Aida, Luisa Miller, I vespri siciliani, Un ballo in maschera, La traviata, Don Carlo i Otello.
El seu debut a La Scala com a Desdèmona es remunta al 1954, i el 1955 va debutara la Royal Opera House de Londres, a l'Òpera Estatal de Viena i als Estats Units, a la Lyric Opera de Chicago. El 1956 va debutar amb Aïda al Metropolitan de Nova York (al costat de Carlo Bergonzi, que també hi feia el seu debut), on va actuar regularment fins al 1960. També va continuar actuant a La Scala, especialment en algunes nits d'estrena: Aïda el 1956, La battaglia di Legnano el 1961, Il trovatore el 1962.
Artista dotada d'un notable eclecticisme, aviat va explorar altres autors entre els més diversos, i va interpretar Elsa a Lohengrin, Elisabetta a Tannhäuser, Donna Anna a Don Giovanni, Linda di Chamounix, Norma, La fiamma. També s'engloba en el camp de l'òpera verisme amb Cavalleria rusticana, Andrea Chénier, Fedora, però sobretot en l'univers Puccini amb Manon Lescaut, Tosca, La bohème, La fanciulla del West, Suor Angelica i Madama Butterfly. Va ser en el paper de Cio-Cio-San que va actuar el març de 1958 al Teatre Metropolitan, sota la direcció de Dimitri Mitropoulos i amb una direcció molt encertada provinent del teatre Kabuki japonès, aconseguint èxits a tot el món, com ho testimonia una gravació en directe. A finals dela dècada de 1960 es va notar un lleuger retrocés en la seva carrera a causa d'una activitat extremadament intensa, però fins al 1974, any de la seva jubilació, la seva carrera artística va continuar sense treva.
Antonietta Stella va ser una intèrpret de referència de la segona meitat del segle xx en el repertori operístic italià, caracteritzada com una soprano lirico-spinto, dotada d'una notable agilitat i amplitud, i immediatament reconeguda pel seu timbre particular i evocador.

## Repertori
| Repertori operístic  | Repertori operístic     | Repertori operístic |
| -------------------- | ----------------------- | ------------------- |
| Rol                  | Títol                   | Autor               |
| Norma                | Norma                   | Bellini             |
| Margherita           | Mefistofele             | Boito               |
| Wally                | La Wally                | Catalani            |
| Adriana Lecouvreur   | Adriana Lecouvreur      | Cilea               |
| Linda                | Linda di Chamounix      | Donizetti           |
| Maddalena di Coigny  | Andrea Chénier          | Giordano            |
| Fedora               | Fedora                  | Giordano            |
| Creusa               | Enea                    | Guerrini            |
| Santuzza             | Cavalleria rusticana    | Mascagni            |
| Inés                 | L'Africaine             | Meyerbeer           |
| Donna Anna           | Don Giovanni            | Mozart              |
| Manon Lescaut        | Manon Lescaut           | Puccini             |
| Mimì                 | La bohème               | Puccini             |
| Floria Tosca         | Tosca                   | Puccini             |
| Cio-Cio-San          | Madama Butterfly        | Puccini             |
| Minnie               | La fanciulla del West   | Puccini             |
| Suor Angelica        | Suor Angelica           | Puccini             |
| Silvana              | La fiamma               | Respighi            |
| Matilde d'Asburgo    | Guglielmo Tell          | Rossini             |
| Irmengarda           | Agnes von Hohenstaufen  | Spontini            |
| Elvira               | Ernani                  | Verdi               |
| Odabella             | Attila                  | Verdi               |
| Lida                 | La battaglia di Legnano | Verdi               |
| Luisa                | Luisa Miller            | Verdi               |
| Donna Leonora        | Il trovatore            | Verdi               |
| Violetta Valéry      | La traviata             | Verdi               |
| Duchessa Elena       | I vespri siciliani      | Verdi               |
| Amelia Grimaldi      | Simon Boccanegra        | Verdi               |
| Mina                 | Aroldo                  | Verdi               |
| Amelia               | Un ballo in maschera    | Verdi               |
| Leonora di Vargas    | La forza del destino    | Verdi               |
| Elisabetta di Valois | Don Carlo               | Verdi               |
| Aida                 | Aida                    | Verdi               |
| Desdemona            | Otello                  | Verdi               |
| Mrs Alice Ford       | Falstaff                | Verdi               |
| Elisabeth            | Tannhäuser              | Wagner              |
| Elsa di Brabante     | Lohengrin               | Wagner              |

## Discografia

### Enregistraments d'estudi
- Simon Boccanegra, amb Paolo Silveri, Mario Petri, Carlo Bergonzi, Walter Monachesi, dir. Francesco Molinari Pradelli Cetra 1951
- Don Carlo, amb Mario Filippeschi, Boris Christoff, Tito Gobbi, Elena Nicolai, Giulio Neri, dir. Gabriele Santini HMV 1954
- Andrea Chenier (DVD), amb Mario Del Monaco, Giuseppe Taddei, dir. Angelo Questa BCS (da video RAI 1955)
- Andrea Chenier, amb Mario Del Monaco, Giuseppe Taddei, dir. Angelo Questa ed. Myto/GOP (reg. audio del precedente)
- La traviata, amb Giuseppe Di Stefano, Tito Gobbi, dir. Tullio Serafin Columbia/EMI 1955
- Linda di Chamounix, amb Renato Capecchi, Cesare Valletti, Fedora Barbieri, Giuseppe Taddei, dir. Tullio Serafin Philips 1956
- La bohème, amb Gianni Poggi, Renato Capecchi, Bruna Rizzoli, Giuseppe Modesti, dir. Francesco Molinari Pradelli Philips 1957
- Tosca, amb Gianni Poggi, Giuseppe Taddei, dir. Tulio Serafin, Philips 1957
- Un ballo in maschera, amb Gianni Poggi, Ettore Bastianini, Adriana Lazzarini, dir. Gianandrea Gavazzeni, DG 1960
- Don Carlo, amb Flaviano Labò, Boris Christoff, Ettore Bastianini, Fiorenza Cossotto, Ivo Vinco, dir. Gabriele Santini, DG 1961
- Il trovatore, amb Carlo Bergonzi, Ettore Bastianini, Fiorenza Cossotto, Ivo Vinco, dir. Tullio Serafin DG 1962
- Andrea Chenier, amb Franco Corelli, Mario Sereni, dir. Gabriele Santini EMI 1963
- Il trovatore (telefilm), amb Carlo Bergonzi, Piero Cappuccilli, Adriana Lazzarini, dir. Arturo Basile RAI 1966

### Enregistraments en directe
- La forza del destino, Amsterdam 1951, amb Josè Soler, Rolando Panerai, Enzo Feliciati, dir. Argeo Quadri ed. Mitridate Ponto
- Aroldo, Firenze 1953, amb Gino Penno, Aldo Protti, dir. Tullio Serafin ed. Melodram/Walhall
- Don Carlo, RAI-Torí 1954, amb Mirto Picchi, Cesare Siepi, Enzo Mascherini, Oralia Domínguez, dir. Mario Rossi ed. Cantus Classics
- Rèquiem, Viena 1954, amb Nicolai Gedda, Giuseppe Modesti, Oralia Domínguez, dir. Herbert von Karajan ed. Orfeo
- Aida, Napoli 1955, amb Franco Corelli, Fedora Barbieri, Anselmo Colzani, Mario Petri, dir. Vittorio Gui ed. Bongiovanni/IDIS
- Aida, La Scala 1956, amb Giuseppe Di Stefano, Giulietta Simionato, Giangiacomo Guelfi, Nicola Zaccaria, dir. Antonino Votto ed. Paragon/Legato/GOP
- Norma, Rio de Janeiro 1956, amb Mario Del Monaco, Elena Nicolai, Plinio Clabassi, dir. Franco Ghione - ed. Première Opera
- Un ballo in maschera, La Scala 1956, amb Giuseppe Di Stefano, Ettore Bastianini, Ebe Stignani, dir. Gianandrea Gavazzeni ed. HRE/Myto
- Un ballo in maschera, Napoli 1956, amb Ferruccio Tagliavini, Giuseppe Taddei, Ebe Stignani, dir. Francesco Molinari Pradelli ed. Opera Lovers
- Il trovatore, Napoli 1957, amb Mario Filippeschi, Aldo Protti, Fedora Barbieri, Plinio Clabassi, dir. Franco Capuana ed. Bongiovanni
- I vespri siciliani, Palerm 1957, amb Mario Filippeschi, Giuseppe Taddei, Bernard Landysz, dir. Tullio Serafin ed. Bongiovanni
- Aïda, Met 1957, amb Kurt Baum, Blanche Thebom, George London, Giorgio Tozzi, dir. Fausto Cleva ed. Myto
- Tosca, Met 1958, amb Richard Tucker, Leonard Warren, dir. Dimitri Mitropoulos ed. Walhall
- Madama Butterfly, Met 1958, amb Eugenio Fernandi, Clifford Harvout, dir. Dimitri Mitropoulos ed. Lyric Distribution
- Madama Butterfly, Buenos Aires 1958, amb Flaviano Labò, Giuseppe Taddei, Tota de Igarzabal, dir. Franco Ghione ed. Lyric Distribution
- Otello, Buenos Aires 1958, amb Ramón Vinay, Giuseppe Taddei, dir. Thomas Beecham ed. GOP/Legato/Golden Melodram
- Andrea Chenier, Napoli 1958, amb Franco Corelli, Ettore Bastianini, dir. Franco Capuana ed. Cin Cin/Lyric Distribution
- Un ballo in Maschera, Met 1959, amb Jan Peerce, Robert Merrill, Jean Madeira, dir. Thomas Schippers ed. Opera Lovers
- Il trovatore, Met 1960, amb Carlo Bergonzi, Ettore Bastianini, Giulietta Simionato, dir. Fausto Cleva ed. Myto
- La forza del destino, Vienna 1960, amb Giuseppe Di Stefano, Ettore Bastianini, Walter Kreppel, Giulietta Simionato, dir. Dimitri Mitropoulos ed. Melodram/Myto
- La battaglia di Legnano, La Scala 1961, amb Franco Corelli, Ettore Bastianini, Agostino Ferrin, dir. Gianandrea Gavazzeni ed. Melodram/Myto
- Il trovatore, La Scala 1962, amb Franco Corelli, Ettore Bastianini, Fiorenza Cossotto, Ivo Vinco, dir. Gianandrea Gavazzeni ed. Melodram/Myto
- Luisa Miller, Palerm 1963, amb Giuseppe Di Stefano, Cornell MacNeil, Raffaele Arié, dir. Nino Sanzogno ed. Movimento Musica
- L'Africaine (in ital.), Napoli 1963, amb Nicola Nikoloff, Aldo Protti, Plinio Clabassi, dir. Franco Capuana ed. Melodram
- La fanciulla del West (DVD), Tòquio 1963, amb Gastone Limarilli, Anselmo Colzani, dir. Oliviero De Fabritiis ed. VAI/Encore
- Manon Lescaut, Vienna 1964, amb Gastone Limarilli, Kostas Paskallis, dir. Mario Rossi - ed. Première Opera
- Tosca, RAI-Roma 1965, amb Renato Cioni, Louis Quilico, dir. Arturo Basile ed. FIORI (MP3)
- Simon Boccanegra, Munic 1966, amb Giuseppe Taddei, Giorgio Tozzi, Gianfranco Cecchele, dir. Giuseppe Patanè ed. GDS
- La fanciulla del west, Venezia 1966, amb Pier Miranda Ferraro, Giangiacomo Guelfi, dir. Oliviero De Fabritiis ed. Mondo Musica
- Un ballo in maschera (DVD), Tòquio, 1967, amb Carlo Bergonzi, Mario Zanasi, Lucia Danieli, dir. Oliviero De Fabritiis ed. VAI/Encore
- Attila, Roma-RAI 1970, amb Ruggero Raimondi, Giangiacomo Guelfi, Gianfranco Cecchele, dir. Riccardo Muti ed. Memories/Opera D'Oro
- Agnes von Hohenstaufen, Roma-RAI 1970, amb Montserrat Caballé, Bruno Prevedi, Sesto Bruscantini, Walter Alberti, dir. Riccardo Muti ed. Foyer/Myto/Opera D'Oro